# Notte dei poeti assassinati
Con notte dei poeti assassinati (in russo: Дело Еврейского антифашистского комитета, "Il caso del Comitato Ebraico Antifascista"; in yiddish: הרוגי מלכות פונעם ראטנפארבאנד, "I martiri dell'Unione Sovietica") si intende l'esecuzione di tredici ebrei sovietici avvenuta nella prigione della Lubjanka a Mosca il 12 agosto 1952, nel contesto dell'antisemitismo in Unione Sovietica, che ebbe il suo picco appunto negli ultimi anni di Stalin (vedi complotto dei medici).
Gli arresti vennero effettuati nel mese di settembre del 1948 e nel giugno 1949. Tutti gli imputati vennero falsamente accusati di spionaggio e tradimento (come ammesso dagli stessi sovietici dopo la morte di Stalin), così come di molti altri crimini. Dopo il loro arresto vennero torturati, picchiati, e isolati per tre anni prima di essere formalmente accusati. Tra gli imputati vi erano cinque scrittori yiddish, i quali facevano parte del Comitato Ebraico Antifascista (Jewish Anti-Fascist Committee, JAC), un comitato ebraico che aveva sostenuto l'Unione Sovietica contro la Germania nazista durante la seconda guerra mondiale, ma venne poi mal visto da molti nelle gerarchie sovietiche.

## Interrogatorio ed accusa
Le accuse presentate contro gli accusati includevano menzioni di "crimini controrivoluzionari" e azioni organizzate intese a "rovesciare, minare o indebolire l'Unione Sovietica". Inoltre, venne rivelato che l'indagine avrebbe scoperto prove che gli accusati avevano utilizzato il JAC come mezzo per spiare e promuovere sentimenti anti-governativi. L'accusa proseguiva affermando che gli accusati sarebbero stati nemici del governo prima del loro coinvolgimento con il JAC, e che il JAC serviva da rete internazionale per comunicare opinioni antisovietiche.
L'eccessiva enfasi sugli scambi di informazioni relativamente innocue tra i capi del JAC e gli ebrei in altri Paesi, in particolare i giornalisti americani, aumentò le accuse di spionaggio. Un'altra prova a sostegno dell'accusa era una lettera che i capi del JAC avrebbero scritto come richiesta formale affinché la Crimea diventasse la nuova patria ebraica.
Tutti gli imputati subirono interrogatori incessanti che, per tutti tranne Itzik Feffer, furono accompagnati da percosse e torture. Alla fine, queste tattiche portarono a confessioni forzate e false. L'imputato Joseph Yuzefovich, disse alla corte al processo: "Ero pronto a confessare che ero il nipote del papa e che agivo per suo ordine personale diretto" dopo un pestaggio. Un altro imputato, Boris Shimeliovich, disse di aver contato oltre duemila colpi alle natiche e ai talloni, ma fu l'unico imputato che si rifiutò di confessare i presunti crimini.

## Processo
Il processo iniziò l'8 maggio 1952 e durò fino alla sentenza del 18 luglio. La struttura del processo era peculiare a causa del fatto che non c'erano pubblici ministeri o avvocati della difesa, ma semplicemente tre giudici militari. Questo era in accordo con la legge sovietica dell'epoca, oggi è descritto dagli storici come "niente di meno che il terrore mascherato da legge". Mentre alcuni imputati si dissero colpevoli, altri si dichiararono parzialmente colpevoli e altri innocenti. Poiché il processo non era pubblico, gli imputati rilasciarono dichiarazioni espressive e spesso lunghe, dichiarando la loro innocenza. Gli imputati ebbero l'opportunità di interrogarsi a vicenda, favorendo l'intensa atmosfera del processo. Durante il processo, gli imputati risposero ad alcune domande dei giudici del tutto estranee al processo e derivavano semplicemente da curiosità personali. Ad esempio, i giudici spesso chiedevano agli imputati informazioni sulla carne kosher e sui servizi della sinagoga.
Con ampie dichiarazioni, discussioni e incongruenze tra gli imputati, il processo durò molto più a lungo di quanto il governo sovietico desiderasse. Il 26 giugno, gli esperti vennero chiamati a testimoniare sulle questioni del tradimento, ma alla fine riconobbero che "il loro giudizio era incompleto e insufficiente". Divenne chiaro che alcune prove erano state enormemente esagerate. Ad esempio, una dichiarazione di Leon Talmy secondo cui un particolare villaggio russo "non era bello" come un certo villaggio Kan è stata usata come prova delle sue tendenze nazionaliste. Alexander Cheptsov, il giudice capo del processo, confrontandosi con un così grande numero di discrepanze e contraddizioni, tentò due volte di appellarsi alla leadership sovietica per riaprire le indagini e entrambe le volte gli venne negato. Anche dopo aver condannato gli imputati, Cheptsov tentò di allungare il processo rifiutandosi di giustiziare immediatamente gli imputati.

## Sentenza
La sentenza affermava che gli imputati avrebbero ricevuto "la più severa misura di punizione per i crimini da loro commessi congiuntamente: l'esecuzione, con tutti i loro beni da confiscare". La corte privò anche gli uomini delle loro medaglie e presentò petizioni a rimuovere gli encomi militari come l'Ordine di Lenin e l'Ordine della Bandiera Rossa del lavoro. Il 12 agosto 1952, tredici degli imputati (esclusi Lina Stern e Solomon Bregman) vennero giustiziati nel seminterrato della prigione di Lubyanka. Dopo l'esecuzione degli imputati, il processo e i suoi risultati vennero tenuti segreti. Non c'era un solo riferimento al processo o all'esecuzione nei giornali sovietici. Le famiglie degli imputati furono accusate di "essere parenti di traditori della madrepatria" ed esiliate nel dicembre 1952. Non vennero a conoscenza del destino dei loro familiari fino al novembre 1955, quando il caso fu riaperto.
L'imputata Lina Stern venne condannata a tre anni e mezzo in un campo di lavoro "correttivo", seguiti da cinque anni di esilio; tuttavia, dopo la morte di Stalin, poté tornare a casa e continuare i suoi studi. Durante il processo, era determinata a essere "non meno colpevole" degli altri imputati, ma era considerata importante per lo Stato a causa delle sue ricerche; lei, quindi, ricevette una condanna minore rispetto alle altre.

## Conseguenze
Stalin continuò la sua repressione degli ebrei con il complotto dei medici. Alcune settimane dopo la morte di Stalin il 5 marzo 1953, la nuova guida sovietica rinunciò al complotto dei dottori, il che portò a interrogarsi sulla situazione simile con gli imputati del JAC. Dopo aver scoperto che gran parte della testimonianza del processo era il risultato di tortura e coercizione, il processo venne riesaminato. Il 22 novembre 1955, il Collegium militare della Corte suprema dell'URSS stabilì che "non c'era sostanza nelle accuse" contro gli imputati e chiuse il caso.
Molti dei membri sopravvissuti del JAC emigrarono in Israele negli anni '70. Un memoriale per le vittime della JAC venne dedicato a Gerusalemme nel 1977, nel 25º anniversario della notte dei poeti assassinati.
L'anniversario degli omicidi venne commemorato dagli attivisti del movimento ebraico sovietico dagli anni '60 fino agli anni '80 come esempio di un atto antiebraico particolarmente cupo da parte dei sovietici.

## Imputati
- Peretz Markish[17] (1895-1952), poeta yiddish, cofondatore della Scuola di scrittori, una scuola letteraria yiddish nella Russia sovietica;
- David Hofstein (1889-1952), poeta yiddish;
- Itzik Feffer (1900-1952), poeta yiddish, informatore per il ministero degli affari interni russo;
- Lejb Kvitko (1890-1952), poeta Yiddish e scrittore per l'infanzia;
- David Bergelson (1884-1952), illustre romanziere;
- Solomon Lozovsky (1878-1952), direttore dell'Information Bureau sovietico, vice commissario degli affari esteri, lanciò accuse contro se stesso e gli altri;
- Boris Abramovič Šimeliovič (1892-1952), direttore medico dell'ospedale clinico Botkin, Mosca;
- Benjamin L'vovič Zuskin (1899-1952), assistente e successore di Solomon Mikhoels come direttore del Teatro Statale Ebraico di Mosca;
- Joseph Yuzefovich (1890-1952), ricercatore presso l'Istituto di Storia, dell'Accademia Sovietica delle Scienze, leader sindacale;
- Leon Talmy (1893-1952), traduttore, giornalista, ex membro del Partito Comunista degli Stati Uniti d'America;
- Ilya Vatenberg (1887-1952), traduttore e curatore di Eynikeyt, quotidiano del Comitato Antifascista ebraico (JAC); Laburista sionista, leader in Austria e negli Stati Uniti, prima di tornare in URSS nel 1933;
- Chaika Vatenburg-Ostrovskaya (1901-1952), moglie di Ilya Vatenburg, traduttore presso lo JAC;
- Emilia Teumin (1905-1952), vice direttrice del Dizionario diplomatico; Editore, Divisione Internazionale, Information Bureau sovietico;
- Solomon Bregman (1895-1953), vice commissario agli Affari Esteri. Cadde in coma dopo aver denunciato il processo, morendo in carcere cinque mesi dopo le esecuzioni;
- Lina Stern (o Shtern) (1878-1968), la prima accademica di sesso femminile in URSS e meglio conosciuta per il suo lavoro pionieristico sulla barriera emato-encefalica. Fu l'unica sopravvissuta dei quindici imputati.

Alcuni che all'epoca erano collegati direttamente o indirettamente al JAC furono arrestati negli anni vicini il processo. Anche se Solomon Mikhoels non fu arrestato, la sua morte venne ordinata da Stalin nel 1948. Der Nister, un altro scrittore yiddish, fu arrestato nel 1949 e morì in un campo di lavoro nel 1950. Il critico letterario Yitzhak Nusinov morì in prigione e i giornalisti Shmuel Persov e Miriam Zheleznova furono uccisi, tutti nel 1950.